# Gran Premi de Suïssa del 1982
Resultats del Gran Premi de Suïssa de Fórmula 1 de la temporada 1982, disputat al circuit de Dijon - Prenois, a Dijon, França el 29 d'agost del 1982.

## Resultats
| Pos | No | Pilot              | Equip             | Voltes | Temps /Retirada  | Pos. de sortida | Punts |
| --- | -- | ------------------ | ----------------- | ------ | ---------------- | --------------- | ----- |
| 1   | 6  | Keke Rosberg       | Williams-Ford     | 80     | 1h 32' 41. 087   | 8               | 9     |
| 2   | 15 | Alain Prost        | Renault           | 80     | + 4.442 s        | 1               | 6     |
| 3   | 8  | Niki Lauda         | McLaren - Ford    | 80     | + 1' 00.343 min. | 4               | 4     |
| 4   | 1  | Nelson Piquet      | Brabham - BMW     | 79     | + 1 Volta        | 6               | 3     |
| 5   | 2  | Riccardo Patrese   | Brabham - BMW     | 79     | + 1 Volta        | 3               | 2     |
| 6   | 11 | Elio de Angelis    | Lotus - Ford      | 79     | + 1 Volta        | 15              | 1     |
| 7   | 3  | Michele Alboreto   | Tyrrell - Ford    | 79     | + 1 Volta        | 12              |       |
| 8   | 12 | Nigel Mansell      | Lotus - Ford      | 79     | + 1 Volta        | 26              |       |
| 9   | 5  | Derek Daly         | Williams - Ford   | 79     | + 1 Volta        | 7               |       |
| 10  | 22 | Andrea de Cesaris  | Alfa Romeo        | 78     | + 2 Voltes       | 5               |       |
| 11  | 4  | Brian Henton       | Tyrrell - Ford    | 78     | + 2 Voltes       | 18              |       |
| 12  | 23 | Bruno Giacomelli   | Alfa Romeo        | 78     | + 2 Voltes       | 9               |       |
| 13  | 7  | John Watson        | McLaren - Ford    | 77     | + 3 Voltes       | 11              |       |
| 14  | 10 | Eliseo Salazar     | ATS - Ford        | 76     | + 4 Voltes       | 25              |       |
| 15  | 29 | Marc Surer         | Arrows - Ford     | 76     | + 4 Voltes       | 14              |       |
| 16  | 16 | René Arnoux        | Renault           | 75     | Injecció         | 2               |       |
| Ret | 25 | Eddie Cheever      | Ligier - Matra    | 70     | Direcció         | 16              |       |
| Ret | 9  | Manfred Winkelhock | ATS - Ford        | 55     | Xassís           | 20              |       |
| Ret | 31 | Jean Pierre Jarier | Osella - Ford     | 44     | Motor            | 17              |       |
| Ret | 26 | Jacques Laffite    | Ligier - Matra    | 33     | Direcció         | 13              |       |
| Ret | 36 | Teo Fabi           | Toleman - Hart    | 31     | Motor            | 23              |       |
| Ret | 18 | Raul Boesel        | March - Ford      | 31     | Pèrdua d'aigua   | 24              |       |
| Ret | 17 | Rupert Keegan      | March - Ford      | 25     | Accident         | 22              |       |
| Ret | 35 | Derek Warwick      | Toleman - Hart    | 24     | Motor            | 21              |       |
| Ret | 14 | Roberto Guerrero   | Ensign - Ford     | 4      | Motor            | 19              |       |
| Ret | 27 | Patrick Tambay     | Ferrari           | 0      | Ferides          | 10              |       |
| NVC | 20 | Chico Serra        | Fittipaldi - Ford |        |                  |                 |       |
| NVC | 33 | Tommy Byrne        | Theodore - Ford   |        |                  |                 |       |
| NVC | 30 | Mauro Baldi        | Arrows - Ford     |        |                  |                 |       |

## Altres
- Pole: Alain Prost 1' 01. 380

- Volta ràpida: Alain Prost 1' 07. 477 (a la volta 2)